# Новый Шуструй
 Новый Шуструй  — село Нижнеломовского района Пензенской области. Входит в состав Верхнеломовского сельсовета.

## География
Находится в северо-западной части Пензенской области на расстоянии приблизительно 20 км на запад от районного центра города Нижний Ломов.

## История
Основано служилыми людьми Верхнеломовского уезда. В 1710 году солдатская деревня Шуструя. В 1718 году деревня верхнеломовских однодворцев, выходцев из Казачьей слободы. В 1746 году 156 ревизских душ однодворцев и крестьян полкового обозного лейб-гвардии Преображенского полка Петра Ивановича Голохвастова. В 1785 году показаны помещики Голохвастовы (82 ревизских души). В 1877 году 151 двор, церковь, три кожевенных заведения. В 1885 году построена новая каменная церковь во имя Архангела Михаила. В 1911 году 214 дворов, церковь, церковноприходская школа, 4 ветряные мельницы, шерсточесалка, кузница, 12 кирпичных сараев, 4 лавки. В состав села после 1939 году вошла деревня Синелуповка. В 1939 году правление колхоза «Шаг вперед». В 1955 году колхоз имени Жданова. В 1996 году функционировали дом культуры, неполная средняя школа. В 2004 году — 103 хозяйства.

## Население
Численность населения: 445 человек (1795 год), 852 (1864), 998 (1877), 1153 (1897), 1224 (1911), 974 (1926), 1103 (1930), 336 (1959), 279 (1979), 327 (1989), 346 (1996). Население составляло 287 человек (русские 95 %) в 2002 году, 193 в 2010.